# Joseph Helffrich
| 697 Galilea     | 14 febbraio 1910 |
| 698 Ernestina   | 5 marzo 1910     |
| 699 Hela        | 5 giugno 1910    |
| 700 Auravictrix | 5 giugno 1910    |
| 701 Oriola      | 12 luglio 1910   |
| 702 Alauda      | 16 luglio 1910   |
| 706 Hirundo     | 9 ottobre 1910   |
| 708 Raphaela    | 3 febbraio 1911  |
| 709 Fringilla   | 3 febbraio 1911  |
| 713 Luscinia    | 18 aprile 1911   |
| 714 Ulula       | 18 maggio 1911   |
| 2056 Nancy      | 15 ottobre 1909  |
| 3861 Lorenz     | 30 marzo 1910    |

Joseph Helffrich (Mannheim, 12 gennaio 1890 – Mannheim, 26 dicembre 1971) è stato un astronomo tedesco.
Studiò all'Università di Heidelberg dove raggiunse il Ph.D nel 1913 con una dissertazione su h Persei (Untersuchungen im Sternhaufen h Persei nach Aufnahmen mit dem Waltz-Reflektor der Heidelberger Sternwarte). Faceva parte del gruppo di allievi di Max Wolf, tra cui Paul Götz, Raymond Smith Dugan, Franz Kaiser, Karl Wilhelm Reinmuth, Emil Ernst, Alfred Bohrmann, che all'epoca si rese protagonista di numerose scoperte di asteroidi.
Il Minor Planet Center gli accredita la scoperta di tredici asteroidi, effettuate tra il 1909 e il 1911.
L'asteroide 2290 Helffrich  è così chiamato in suo onore.